# برايتون أند هوف ألبيون
نادي برايتون أند هوف ألبيون لكرة القدم (بالإنجليزية: Brighton & Hove Albion Football Club) هو نادي كرة قدم محترف إنجليزي تأسس في عام 1901، ويقع مقره في مدينة برايتون أند هوف الساحلية، بجنوب إنجلترا. وغالبا ما يشار إليه فقط برايتون للاختصار. يطلق على الفريق لقب (بالإنجليزية: Seagulls) الذي يعني طيور النورس.
يرتدي الفريق زيًا رسميًا ذو لون أزرق المخطط باللون الأبيض والجوارب الزرقاء. ويلعب الفريق مبارياته الرسمية على ملعبه الذي يتسع لحضور 31،876 متفرج، والذي يعرف باسم ملعب فالمر. لعب في دوري البطولة الإنجليزية أو «تشامبيون شيب» المستوى الثاني في الدوري الإنجليزي. واستطاع الفريق التأهل للدوري الإنجليزي الممتاز بعدما حل ثانياً في منافسات دوري البطولة الإنجليزية لموسم 2016–17 للمرة الأولى منذ عام 1983.

## تشكيلة اللاعبين

### تشكيلة الفريق
آخر تحديث 26 ديسمبر 2023.
ملاحظة: تشير الأعلام إلى المنتخب بحسب قواعد الأهلية المعتمدة من قبل الفيفا؛ تنطبق بعض الاستثناءات المحدودة. وقد يحمل اللاعبون أكثر من جنسية لا تعترف بها الفيفا.
| الرقم | البلد    | المركز | اللاعب         |
| ----- | -------- | ------ | -------------- |
| 1     | هولندا   | حارس   | بارت فيربروغين |
|       | غانا     | مدافع  | طارق لامبتي    |
| 3     | البرازيل | مدافع  | إيغور خوليو    |
| 4     | إنجلترا  | مدافع  | آدم ويبستر     |
| 5     | إنجلترا  | مدافع  | لويس دانك      |
| 6     | إنجلترا  | وسط    | جيمس ميلنر     |
| 7     | إنجلترا  | وسط    | سولي مارتش     |
| 8     | ألمانيا  | وسط    | محمود داوود    |
| 9     | البرازيل | مهاجم  | جواو بيدرو     |
| 10    | باراغواي | مهاجم  | خوليو إنسيسكو  |
| 11    | إسكتلندا | وسط    | بيلي جيلمور    |
| 13    | ألمانيا  | وسط    | باسكال غروس    |
| 14    | إنجلترا  | وسط    | آدم لالانا     |

| الرقم | البلد           | المركز | اللاعب                                  |
| ----- | --------------- | ------ | --------------------------------------- |
| 15    | بولندا          | وسط    | جاكوب مودر                              |
| 18    | إنجلترا         | مهاجم  | داني ويلبيك                             |
| 20    | الكاميرون       | وسط    | كارلوس باليبا                           |
| 22    | اليابان         | وسط    | كاورو ميتوما                            |
| 23    | إنجلترا         | حارس   | جيسون ستيل                              |
| 24    | ساحل العاج      | وسط    | سيمون ادينجرا                           |
| 28    | جمهورية أيرلندا | مهاجم  | إيفان فيرجسون                           |
| 29    | هولندا          | مدافع  | يان باول فـان هيك                       |
| 30    | الإكوادور       | مدافع  | بيرفس إستوبينان                         |
| 31    | إسبانيا         | مهاجم  | أنسو فاتي (على سبيل الإعارة من برشلونة) |
| 34    | هولندا          | مدافع  | جويل فيلتمان                            |
| 38    | كندا            | حارس   | توم ماكجيل                              |
| 40    | الأرجنتين       | وسط    | فاكوندو بونانوتي                        |

### اللاعبون المعارون
ملاحظة: تشير الأعلام إلى المنتخب بحسب قواعد الأهلية المعتمدة من قبل الفيفا؛ تنطبق بعض الاستثناءات المحدودة. وقد يحمل اللاعبون أكثر من جنسية لا تعترف بها الفيفا.
| الرقم | البلد     | المركز | اللاعب                                                |
| ----- | --------- | ------ | ----------------------------------------------------- |
| 16    | هولندا    | حارس   | كييل شيربين (شتورم غراتس حتى نهاية الموسم)            |
| 17    | كولومبيا  | وسط    | ستيفن ألزاتي (ستاندارد لييج حتى نهاية الموسم)         |
| 19    | الإكوادور | وسط    | جيريمي سارمينتو (وست بروميتش ألبيون حتى نهاية الموسم) |
| 21    | ألمانيا   | مهاجم  | دينيز أونديف (شتوتغارت حتى نهاية الموسم)              |

| الرقم | البلد   | المركز | اللاعب                                                         |
| ----- | ------- | ------ | -------------------------------------------------------------- |
| 26    | السويد  | وسط    | ياسين عياري (كوفنتري سيتي حتى نهاية الموسم)                    |
|       | إنجلترا | حارس   | كارل روشورث (على سبيل الإعارة في سوانزي سيتي حتى نهاية الموسم) |
|       | بولندا  | وسط    | كابر كوزلوفسكي (فيتيسه آرنهم حتى نهاية الموسم)                 |
|       | السنغال | مهاجم  | عبد الله سيما (نادي رينجرز حتى نهاية الموسم)                   |

### تحت 21 سنة والأكاديمية
تحت 21 سنة والأكاديمية هي فرق الشباب في برايتون أند هوف ألبيون. يلعب اللاعبون تحت 21 عاما في الدوري الإنجليزي الممتاز 2 ، أعلى مستوى لكرة القدم تحت 21 عاما في إنجلترا. كما أنهم يتنافسون في كأس دوري كرة القدم الإنجليزية وكأس الدوري الإنجليزي الممتاز الدولي.
تتوج فرق الأكاديمية بفريق تحت 18 عاما ، الذي يتنافس في الدوري الإنجليزي الممتاز تحت 18 عاما القسم الجنوبي.
ظهر لاعبو الأكاديمية التالية أسماؤهم في تشكيلة يوم المباراة لموسم 2023–24
ملاحظة: تشير الأعلام إلى المنتخب بحسب قواعد الأهلية المعتمدة من قبل الفيفا؛ تنطبق بعض الاستثناءات المحدودة. وقد يحمل اللاعبون أكثر من جنسية لا تعترف بها الفيفا.
| الرقم | البلد   | المركز | اللاعب             |
| ----- | ------- | ------ | ------------------ |
| 41    | إنجلترا | وسط    | جاك هينشلوود       |
| 45    | إنجلترا | وسط    | جاك هينشي          |
| 47    | إنجلترا | وسط    | بينيسيو بيكر بويتي |
| 48    | تونس    | وسط    | سامي شوشان         |

| الرقم | البلد           | المركز | اللاعب        |
| ----- | --------------- | ------ | ------------- |
| 50    | إنجلترا         | مدافع  | بن جاكسون     |
| 52    | جمهورية أيرلندا | مدافع  | لي كافانا     |
| 55    | جمهورية أيرلندا | مهاجم  | مارك أوماهوني |
| 56    | إنجلترا         | مهاجم  | جوشوا دافوس   |

## الإنجازات
- الدوري الإنجليزي الدرجة الأولى (3 مرات): 1957–58, 2001–02, 2010–11
- الدوري الإنجليزي الدرجة الثانية (مرتين): 1964–65, 2000–01
- الدوري الجنوبي لكرة القدم (مرة): 1909–10
- درع الاتحاد الإنجليزي لكرة القدم (مرة): 1910
- كأس ساسكس الملكي (مرتين): 1959–60, 1960–61